# Cornopteris pseudofluvialis
Cornopteris pseudofluvialis är en majbräkenväxtart som beskrevs av Ren-Chang Ching och W. M. Chu. Cornopteris pseudofluvialis ingår i släktet Cornopteris och familjen Athyriaceae. Inga underarter finns listade.